# Баппагайинский наслег
Баппагайинский наслег — сельское поселение в Вилюйском улусе Якутии Российской Федерации.
Административный центр — село Илбенге.

## История
Статус и границы сельского поселения установлены Законом Республики Саха (Якутия) от 30 ноября 2004 года N 173-З N 353-III «Об установлении границ и о наделении статусом городского и сельского поселений муниципальных образований Республики Саха (Якутия)».

## Население
| 2002 | 2010 | 2011 | 2012 | 2013 | 2014 | 2015 |
| ---- | ---- | ---- | ---- | ---- | ---- | ---- |
| 685  | ↘651 | →651 | ↘603 | ↘572 | ↘566 | ↘545 |
| 2016 | 2017 | 2018 | 2019 | 2020 | 2021 |      |
| ↗553 | ↗560 | ↗567 | →567 | ↘548 | ↘546 |      |

## Состав сельского поселения
| № | Населённый пункт | Тип населённого пункта       | Население |
| - | ---------------- | ---------------------------- | --------- |
| 1 | Арылах           | посёлок                      | →0        |
| 2 | Илбенге          | село, административный центр | ↘637      |

### Упразднённые населённые пункты
посёлок Сортол (в 2013 году)